# Rhacophorus chenfui
Rhacophorus chenfui är en groddjursart som beskrevs av Liu 1945. Rhacophorus chenfui ingår i släktet Rhacophorus och familjen trädgrodor. IUCN kategoriserar arten globalt som livskraftig. Inga underarter finns listade i Catalogue of Life.